# 雨花区
雨花区位于湖南省长沙市东南部，处浏阳河下游以西。因雨花亭而得名。全区总面积为292.08平方公里，常住人口为128.1万，2019年，雨花区GDP总量2075.77亿元。雨花区政府驻圭塘街道香樟东路8号。

## 建置沿革
雨花区为1996年7月10日长沙市城区区划调整时成立，建制上承沿袭原郊区，由原南区侯家塘、左家塘、井湾子、圭塘4个街道，原郊区黎托乡、洞井乡全部和雨花亭乡（不含石人、新开、渔场3个村）部分、马王堆乡部分（五一、火焰、友谊、高桥村）组成。1996年12月13日 雨花区行政区域微调，设6街道3乡1镇，97个社区（居委会）和39个行政村，按路网块状分置，分别为左家塘、东塘、侯家塘、砂子塘、圭塘和井湾子6街道，雨花亭乡、高桥乡（原马王堆乡部分组建）、黎托乡和洞井镇，此外虚设雨花亭乡（暂保留井湾子街道）。1997年7月2日，“雨花亭乡”改设为雨花亭街道，辖5村17个社区。井湾子与雨花亭二街道合并，“高桥乡”改设为高桥街道，辖火焰、高桥、五一、友谊四个村和高桥市场居委会，至此雨花区下辖7街道1乡1镇。2010年，雨花区撤销洞井镇、黎托乡，设立洞井街道、黎托街道。2012年1月，雨花区将洞井街道拆分为洞井、同升两街道，将黎托街道拆分为黎托、东山两街道，恢复井湾子街道，至此，全区共辖左家塘、侯家塘、东塘、砂子塘、圭塘、雨花亭、高桥、洞井、黎托、同升、东山、井湾子12街道。2015年，原属长沙县的跳马镇划入雨花区。
雨花区东面以黎托街道与长沙县㮾梨镇、黄兴镇为界；南面洞井街道，同升街道与天心区暮云街道为界，西面以芙蓉路（识字岭起），韶山南路，新韶路，五凌路，万芙中路，跳马镇与长沙市天心区，湘潭市岳塘区（仅跳马镇）为界。北面以人民路（识字岭起）至花桥及浏阳河与长沙市芙蓉区为界

## 行政区划
雨花区下辖12个街道办事处、1个镇：
侯家塘街道、左家塘街道、圭塘街道、砂子塘街道、东塘街道、雨花亭街道、高桥街道、洞井街道、黎托街道、井湾子街道、同升街道、东山街道和跳马镇。

## 人口
根據第七次人口普查數據，截至2020年11月1日零時，雨花區常住人口為1264895人。
全区总人口為502,388人（2000年人口普查数据）。

## 交通

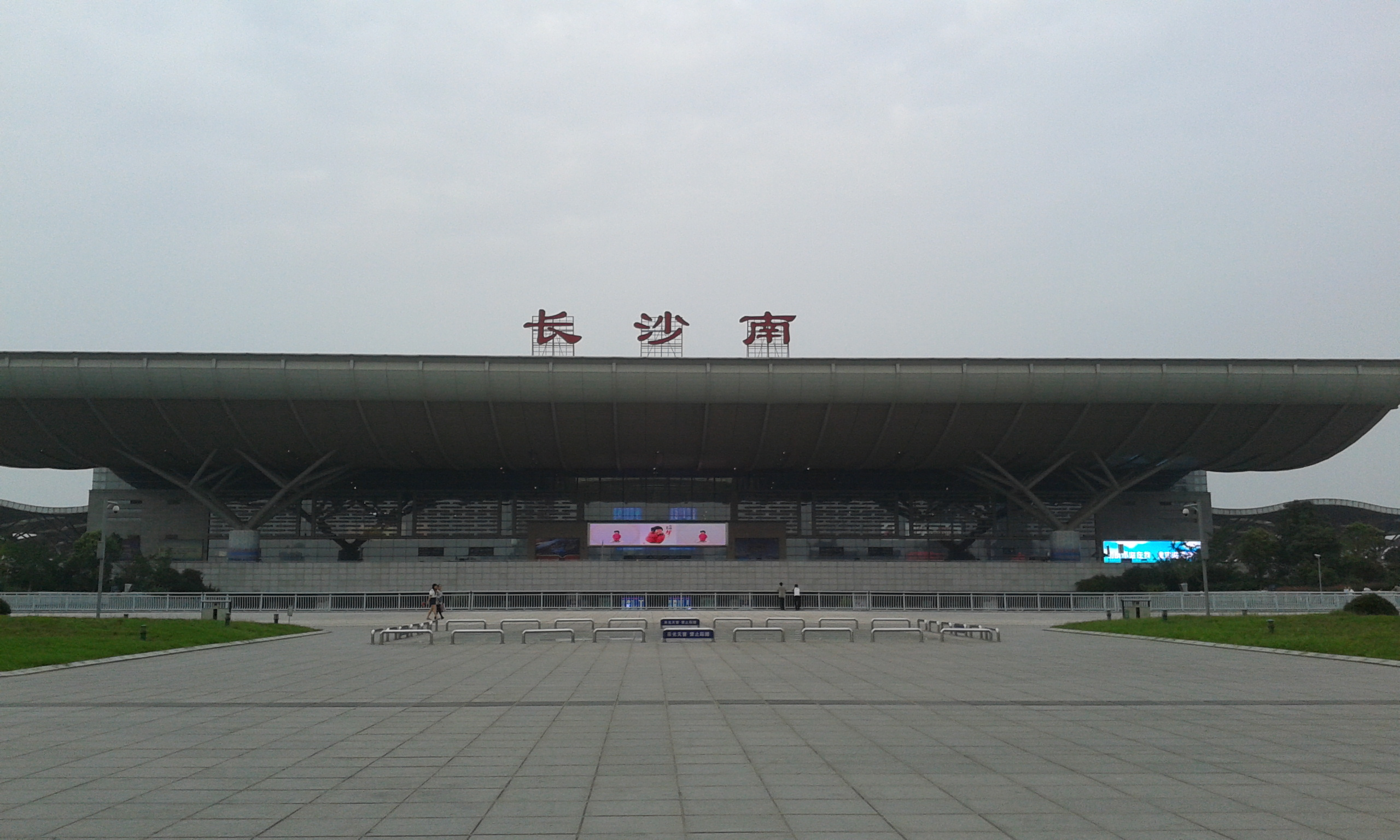
区内的长沙南站是京广高速铁路和沪昆高速铁路的交汇点

区内有长沙汽车南站、高铁长沙南站和“五纵五横”的道路交通网络，交通十分便利。京广铁路穿境而过，有芙蓉路、韶山路、车站路、曙光路、万家丽路、洞井路纵贯南北，人民路、城南路、劳动路、湘府路、李洞路、长沙大道、香樟路连接东西，长沙汽车南站坐落于洞井街道韶山南路，二环线、三环线、京珠高速在境内穿越，机场高速接长沙大道穿境而行。
于2014年开通的长沙地铁也穿雨花区而过。2号线长沙南站---长沙大道区间，3号线东塘---阿弥岭区间，4号线长沙南站--黄土岭区间（贯穿该区东西），5号线高桥北--毛竹塘区间（贯穿该区南北）均穿过雨花区。雨花区城区部分已基本贯通地铁。

## 文化旅游
区内有湖南省森林植物园、桂花公园、清泉寺、同升湖山庄、湖南农博中心、省体运中心等景点。境内出土“商周青铜铙”与“何绍基墓志铭”为国家一级珍贵文物。